# Museums-PASS-Musées

Logo Museumspass

Der Museums-PASS-Musées (ehemals Oberrheinischer Museums-Pass) ist ein Verein, der am 14. Dezember 1998 gegründet wurde. Sitz des Vereins ist Basel in der Schweiz. Seine wichtigste Aufgabe ist die Organisation eines trinationalen Museumspasses für die Oberrhein-Region.

## Idee
Die Idee zur Gründung geht auf eine Initiative der Oberrheinkonferenz zurück, einem deutsch-französisch-schweizerischen Gemeinschaftsprojekt im Oberrheingebiet. Die unterschiedlichen Kulturen und Traditionen sowie das Zusammenleben der Bürger in den Regionen Südpfalz, Baden, Elsass und Nordwestschweiz sollen durch den Verein bereichert und erlebbar werden. Dieses trinationale Projekt ist in Europa einzigartig und wurde im Jahre 2002 in Frankreich mit dem Prix Territoria und 2017 mit dem Prix Bartholdi für sein grenzüberschreitendes Engagement ausgezeichnet.
In den Jubiläumsjahren 2019/20 wurde extra für Kinder ein kostenloser Museumspass Namens Maarsi entwickelt.

## Der Verein und der Pass

### Struktur
Die Vereinsorgane (Vorstand, Fachkommission und Geschäftsstelle) sind mit Mitgliedern aus Deutschland (Baden-Württemberg, Rheinland-Pfalz), Frankreich (Elsass, Lothringen, Franche-Comté) und der Schweiz (u. a. Basel) besetzt. In der Basler Geschäftsstelle arbeiten acht Personen.

### Vorstand & Fachkommission
Der Vorstand besteht aus bis zu sechs oder sieben höchsten Vertreterinnen und Vertretern aus Deutschland, Frankreich und der Schweiz. Gleichzeitig gibt es eine Fachkommission aus mindestens zwölf hochrangigen Museumsmitarbeiterinnen und -mitarbeitern, wie z. B. Museumsdirektoren. Der Vorstandspräsident ist Roland Frey, der Fachkommissionsvorsteher ist Eckart Köhne (Stand: Februar 2022).
Es finden jährlich auch Mitgliederversammlungen statt, an unterschiedlichen Orten des Verbreitungsgebietes des trinationalen Passes. Die letzte Präsenzversammlung fand im Jahre 2019 – vor der COVID-19-Pandemie – statt.

### Der Pass
Etwa 350 Museen, Schlösser und Gärten aus den Regionen in den drei genannten Ländern beteiligen sich bis heute. Mit dem Besitz eines Museumspasses, der als Jahreseintrittskarte gilt, kann man diese Museen unbegrenzt und meistens ohne weitere Kosten besuchen. 2017 waren mehr als 50.000 Pässe im Umlauf, 2018 aufgrund der Hitzewelle über 45.000. Im Schnitt geht jeder Passinhaber im Jahr zehnmal ins Museum. Die Museen erhalten zwischen 55 und 70 Prozent des Eintrittspreises als Ausschüttung. 2018 brachte der Verkauf des Passes knapp fünf Millionen Euro ein, von denen die Museen knapp 3,7 Millionen erhielten. Der Verein und die Mitgliedshäuser bieten auch exklusive Veranstaltungen wie Kulturabende, Tagesausflüge, Auslands- oder Gruppenreisen an. Seit dem Beginn von COVID-19-Pandemie werden auch exklusive Online-Angebote angeboten.
Mittlerweile gilt der Pass in den französischen Regionen Lothringen, Elsass und Franche-Comté, in Deutschland von Lörrach und Freiburg im Breisgau über Mannheim und Heidelberg bis nach Mainz und Stuttgart. In der Schweiz sind aktuell die sechs Kantone Basel-Stadt, Basel-Land, Aargau, Jura, Solothurn und Bern beteiligt.
Aktuell (im Jahr 2024) kostet der Museumspass 123 Euro.